# Schlumberger Business Consulting
Pour les articles homonymes, voir Schlumberger.

Schlumberger Business Consulting (SBC) est une société de conseil en stratégie spécialisée dans l'exploration et la production d'hydrocarbures présente sur les 5 continents. C'est une filiale de SLB fondée en 2004. SBC compte plus de 200 consultants et 15 bureaux dans le monde, et aide ses clients sur des problématiques de management, allant de la stratégie et de l’organisation jusqu’à l’optimisation opérationnelle.

## Historique
Schlumberger a fait l’acquisition de Sema Group en 2001, l’une des plus anciennes Entreprises de Services du Numérique fondée par Jacques Lesourne, Marcel Loichot et Robert Lattès, afin de développer une activité de conseil dans l’énergie. En 2004, une entité spécialisée dans le conseil en hydrocarbures est constituée au sein de ce nouveau pôle par Antoine Rostand, elle devient Schlumberger Business Consulting et il en prend la tête.
L’idée était de combiner l’expertise technique de Schlumberger avec des compétences de conseil en management pour créer un cabinet de conseil focalisé uniquement sur le secteur de l’Énergie qui aurait un avantage distinctif sur l’approche traditionnelle du conseil en management. Le reste des activités de conseil a été revendu au Groupe Atos la même année.
La croissance de SBC a été rapide, et depuis 2008, le cabinet est leader du conseil en management dans l’exploration et production.

## Organisation

### Implantations et Practices
Schlumberger Business Consulting est organisé autour de clients et de géographies. Les bureaux sont répartis en trois zones (Amériques, Europe – Moyen-Orient – Afrique, et Asie), chacune avec un directeur à sa tête. Les équipes ne sont pas organisées par pays : les consultants aident leurs clients partout dans le monde, directement dans leur zone géographique et indirectement en soutenant les équipes des autres zones.

### Structure
Leurs équipes sont organisées selon la hiérarchie traditionnelle des cabinets de conseil : Analystes, Consultants, Managers, Principals, Vice-Présidents et Directeurs.
Les Analystes et Consultants, travaillent en équipes, placées sous la supervision directe d’un Manager. Ils participent à la réalisation de projets et apportent leurs compétences analytiques, leur connaissance des problématiques d’organisation, ainsi que leur expérience du secteur et des technologies qui lui sont liées.
Les Managers sont des consultants expérimentés à qui est confiée la gestion des équipes de conseil, sous la supervision d’un Vice-Président. Ils participent aussi au développement de la structure et apportent des contributions intellectuelles (travaux de recherche, conférences…). Une part significative de leur temps est passée à former et encadrer les membres de leur équipe.
Les Vice-Présidents correspondent aux “Partners” d’autres cabinets de conseil. Leur rôle est de développer l’activité, superviser les équipes et gérer les relations avec les clients.

## Le SBC Energy Institute
En 2011, le Président de SBC Antoine Rostand s’entoure de Claude Mandil, ancien président de l’Agence internationale de l'énergie et d’Adnan Shihab-Eldin, ancien Secrétaire Général de l’OPEP, pour créer le SBC Energy Institute. Cette organisation à but non lucratif, installée à La Haye, a pour vocation une meilleure analyse et une meilleure compréhension des techniques et technologies liées à l’énergie afin d’éclairer les choix de mix énergétique. Dans un contexte global de transition énergétique et de recherche d’efficacité énergétique croissante, les champs d’analyse du SBC Energy Institute dépassent le cadre des énergies fossiles et portent sur l’ensemble des moyens de production d’énergie : photovoltaïque, éolien, stockage d’énergie, ou encore géothermie.
L’ensemble des études produites par le SBC Energy Institute est mis à disposition des chercheurs, gouvernements, investisseurs, régulateurs et opérateurs d’énergie. La publication biannuelle FactBook, qui dresse un panorama exhaustif des données techniques, économiques, des avancées de la recherche et des nouvelles technologies appliquées à l’énergie, est devenue un document de référence pour les analystes et experts de ce secteur.

## Bureaux[3]
Abou Dabi

 Houston

 Kuala Lumpur

 Londres

 Mexico

 Moscou

 Paris

 Rio de Janeiro

 Singapour